# Entomosterna cruentata
Entomosterna cruentata är en skalbaggsart som beskrevs av Louis Alexandre Auguste Chevrolat 1862. Entomosterna cruentata ingår i släktet Entomosterna och familjen långhorningar.
Artens utbredningsområde är Guatemala. Inga underarter finns listade i Catalogue of Life.